# Duits voetbalkampioenschap 1932/33
1932/33 was het 26ste Duitse voetbalkampioenschap ingericht door de DFB. De eindfase vond reeds na de machtsovername van de nationaalsocialisten plaats. De arbeidersbond, die ook elk jaar zijn kampioenschap organiseerde, werd door de Führer verboden.
Dit seizoen was de sportieve doorbraak van de West-Duitse clubs. Voor het eerst sinds 1913 bereikte een West-Duitse club de finale en dit jaar zelfs twee, waardoor het een volledig West-Duitse finale werd. Fortuna Düsseldorf trok aan het langste eind.

## Deelnemers aan de eindronde
| Club                          | Gekwalificeerd als               |
| ----------------------------- | -------------------------------- |
| SV Prussia-Samland Königsberg | Kampioen Noordoost-Duitsland     |
| Hindenburg Allenstein         | Vicekampioen Noordoost-Duitsland |
| Beuthener SuSV                | Kampioen Zuidoost-Duitsland      |
| Vorwärts RaSpo Gleiwitz       | Vicekampioen Zuidoost-Duitsland  |
| Hertha BSC                    | Kampioen Berlijn-Brandenburg     |
| BFC Viktoria 1889             | Vicekampioen Berlijn-Brandenburg |
| Dresdner SC                   | Kampioen Midden-Duitsland        |
| PSV Chemnitz                  | Vicekampioen Midden-Duitsland    |
| Hamburger SV                  | Kampioen Noord-Duitsland         |
| SV Arminia Hannover           | Vicekampioen Noordoost-Duitsland |
| FC Schalke 04                 | Kampioen West-Duitsland          |
| Fortuna Düsseldorf            | Vicekampioen West-Duitsland      |
| VfL Benrath                   | Bekerwinnaar West-Duitsland      |
| FSV Frankfurt                 | Kampioen Zuid-Duitsland          |
| SV 1860 München               | Vicekampioen Zuid-Duitsland      |
| SG Eintracht Frankfurt        | Derde plaats in Zuid-Duitsland   |

## Eindronde

### 1/8ste finale
| Datum       | Teams                 | Teams | Teams                         | Uitslag             | Stadion                              |
| 7 mei 1933  | Hamburger SV          | –     | Eintracht Frankfurt           | 1:4 (0:2)           | Hamburg, Stadion Hoheluft            |
| 7 mei 1933  | VfL Benrath           | –     | SV 1860 München               | 0:2 (0:2)           | Keulen, Müngersdorfer Stadion        |
| 7 mei 1933  | Fortuna Düsseldorf    | –     | Vorwärts RaSpo Gleiwitz       | 9:0 (3:0)           | Düsseldorf, Rheinstadion             |
| 7 mei 1933  | Dresdner SC           | –     | SV Arminia Hannover           | 1:2 n.v. (0:1, 1:1) | Dresden, Stadion am Ostragehege      |
| 7 mei 1933  | Beuthener SuSV        | –     | SV Prussia-Samland Königsberg | 7:1 (3:1)           | Beuthen, Hindenburg-Stadion          |
| 7 mei 1933  | FSV Frankfurt         | –     | PSV Chemnitz                  | 6:1 (1:1)           | Frankfurt am Main, Riederwaldstadion |
| 7 mei 1933  | Hindenburg Allenstein | –     | Hertha BSC                    | 4:1 (2:0)           | Allenstein, Waldstadion              |
| 14 mei 1933 | FC Schalke 04         | –     | BFC Viktoria 1889             | 4:1 (1:0)           | Dortmund, Kampfbahn Rothe Erde       |

### Kwartfinale
| Datum       | Teams               | Teams | Teams                 | Uitslag    | Stadion                               |
| 21 mei 1933 | SV Arminia Hannover | –     | Fortuna Düsseldorf    | 0:3 (0:2)  | Hannover, Hindenburg-Kampfbahn        |
| 21 mei 1933 | Eintracht Frankfurt | –     | Hindenburg Allenstein | 12:2 (7:0) | Frankfurt am Main, Riederwald-Stadion |
| 21 mei 1933 | FC Schalke 04       | –     | FSV Frankfurt         | 1:0 (0:0)  | Essen, Stadion Uhlenkrug              |
| 21 mei 1933 | SV 1860 München     | –     | Beuthener SuSV        | 3:0 (2:0)  | Neurenberg, Städtisches Stadion       |

### Halve finale
| Datum       | Teams              | Teams | Teams               | Uitslag   | Stadion                         |
| 28 mei 1933 | Fortuna Düsseldorf | –     | Eintracht Frankfurt | 4:0 (1:0) | Berlijn, Platz des BFC Preussen |
| 28 mei 1933 | FC Schalke 04      | –     | SV 1860 München     | 4:0 (1:0) | Leipzig, Stadion Probstheida    |

### Finale
| Datum        | Teams              | Teams | Teams         | Uitslag   | Stadion                     |
| 11 juni 1933 | Fortuna Düsseldorf | –     | FC Schalke 04 | 3:0 (1:0) | Köln, Müngersdorfer Stadion |

60.000 toeschouwers zagen Düsseldorf de landstitel winnen. Felix Zwolanowski scoorde na 10 minuten. Hierna duurde het tot de 70ste minuut vooraleer Paul Mehl de voorsprong kon vergroten. In de 85ste minuut maakte Georg Hochgesang nog de 3-0.

## Topschutters
|    | Speler            | Club                | Goals |
| -- | ----------------- | ------------------- | ----- |
| 1. | Karl Ehmer        | Eintracht Frankfurt | 6     |
| 2. | Georg Hochgesang  | Fortuna Düsseldorf  | 5     |
| 2. | Paul Mehl         | Fortuna Düsseldorf  | 5     |
| 2. | Ernst Zwolanowski | Fortuna Düsseldorf  | 5     |
| 5. | August Möbs       | Eintracht Frankfurt | 4     |